# ТЕС Тавіла (EMAL)
24°48′0″ пн. ш. 54°42′31″ зх. д. / 24.80000° пн. ш. 54.70861° зх. д.
ТЕС Тавіла (EMAL) — теплова електростанція в еміраті Абу-Дабі (Об'єднані Арабські Емірати), споруджена для забезпечення потреб алюмінієвого комбінату компанії EMAL.
Наприкінці 2000-х в індустріальній зоні Халіфа (KIZAD) стала до ладу перша черга алюмінієвого комбінату. Технологія цього виробництва потребує великої кількості електроенергії, тому у складі комплексу створили власну електростанцію. Первісно тут ввели парогазовий блок комбінованого циклу із чотирьох газових турбін потужністю по 218 МВт, які через відповідну кількість котлів-утилізаторів живили дві парові турбіни з показниками по 300 МВт. Ще дві такі ж газові турбіни поки працювали у відкритому циклі та виконували функцію резервних.
Оскільки у 2013 році почався запуск другої черги комбінату, ТЕС невдовзі підсилили до рівня у 3000 МВт. На цьому етапі встановили ще три газові турбіни, які разом з однією резервною були з'єднані в другий парогазовий блок з двома паровими турбінами потужністю по 220 МВт.
Нарешті, у 2018-му станцію доповнили ще однією газовою турбіною та двома котлами-утилізаторами, під'єднавши, таким чином, усі газові турбіни до системи паропроводів, яка дає змогу маневрувати ресурсом і використовувати обладнання станції у різноманітних комбінаціях.
ТЕС розрахована на споживання природного газу, котрий надходить у район Тавіли по трубопроводах Хабшан — Тавіла та Рас-Лаффан — Тавіла (в останньому випадку йдеться про імпортований катарський газ).
Для видалення продуктів згоряння котли-утилізатори обладнані димарями висотою по 55 метрів.
Охолодження здійснюється з використанням морської води.